# Исаков, Павел Александрович
Павел Александрович Исаков (27 августа (8 сентября) 1823 — 20 января (1 февраля) 1881) — русский сценограф

.

## Биография
Сын капельдинера театральной дирекции Александра Илларионовича Исакова родился в Санкт-Петербурге 27 августа (8 сентября) 1823 года; в тот же день был крещён в церкви Вознесения. 
Учился в мастерских Петербургских императорских театров (1838—1843) у А. А. Роллера. С 1843 по 1855 — помощник декоратора, с 1855 года — декоратор императорских театров. Выполнял декорации по эскизам Роллера и других художников, с 1851 года работал самостоятельно.
В 1856 году переехал в Москву, где работал в Большом и Малом (с 1865 года) театрах.
Умер 20 января (1 февраля) 1881 года. Был похоронен на Ваганьковском кладбище.

## Работы
Спектакли Малого театра:
- Смерть Иоанна Грозного (1868)
- Поздняя любовь (1873)
- Трудовой хлеб (1874)
- Сердце не камень (1879)
- «Горе-злосчастье» В. А. Крылова (1878[уточнить])
- Василиса Мелентьева (1894)

Постановки Большого театра в Петербурге:
- «Пери» (1844); в 1861 вариант был сделан для Большого театра в Москве

Балеты:
- Эсмеральда (1850, 1866, 1872)
- «Крестьянка-госпожа» (1851)
- «Мраморная красавица» (1851)
- «Фламандская красавица» (1852)
- «Любовь и верность» (оба 1852)
- «Стелла» (1853)
- «Газельда, или Цыганы» (1854)
- «Наяда и рыбак» (1857)
- Корсар (1858)
- «Сварливая жена» (1859)
- «Сатанилла, или Любовь и ад» (1860, 1870)
- Фауст (1861, 1866, 1875; в 1867 вариант для Мариинского театра)
- «Два дня в Венеции» (1862)
- «Пламя любви» (1863)
- «Мечта художника» (1865)
- «Катарина» (1866, 1874)
- «Пахита» (1866)
- «Валахская невеста» (1867)
- «Парижский рынок» (1868)
- «Царь Кандавл» (1868, 1874)
- «Дон Кихот» (1869; в 1871 году вариант для Мариинского театра)
- «Трильби» (1870)
- «Волшебный башмачок» (1871)
- «Кащей» (1873)
- «Ариадна» (1875)
- «Гитана, испанская цыганка» (1876)

Театральные занавесы:
- «Вид дворца в Ораниенбауме» Михайловский театр (1852)
- «Вид царского дворца» Красносельский театр (1853)
- эскизы занавеса Петербургского Благородного собрания (1854).

## Характеристика творчества
Ранние постановки отличались условным «историко-археологическим» стилем Роллера. Сотрудничество с Островским и влияние передвижников привели к блестящим реалистическим декорациям, созвучным драматургии Островского. Исаков считается одним из первых российских театральных художников-реалистов, расцвет его творчества относится к 1870-м годам.